# Telekomenda
Telekomenda – cyfrowa wiadomość, podobna do pakietu, używana m.in. do sterowania satelitami. W astronautyce standardem telekomend jest struktura zdefiniowana przez ECSS w dokumencie ECSS-E-40-71.